# Figure AI
Figure AI, Inc.是一家总部位于美国的机器人公司，专门开发人形機器人。该公司由阿彻航空和Vettery的创始人布雷特·阿德考克于 2022年创立。Figure AI 的团队由机器人、人工智能、传感、感知和导航领域的专家组成，融合了波士顿动力和特斯拉等公司的经验。

## 历史
2022年，该公司推出了原型机 Figure 01，这是一款专为体力劳动设计的双足机器人，最初针对的是物流和仓储行业。
2023年5月，该公司从 Parkway Venture Capital 领投的投资者手中筹集了 7000 万美元。
2024年1月18日，Figure 宣布与宝马合作，在汽车制造工厂部署人形机器人。
2024年2月，Figure AI 从杰夫·贝佐斯、微软、英伟达、英特尔以及亚马逊和OpenAI的初创企业融资部门组成的财团获得了 6.75 亿美元风险投资资金。这笔资金使该公司的估值达到 26 亿美元。它还宣布与OpenAI建立合作伙伴关系。 合作包括 OpenAI 为 Figure 的人形机器人构建专门的 AI 模型，使他们能够通过使其机器人“处理和推理语言”来加速 Figure 的开发时间表。